# Rudolf Kurtz (Schriftsteller)
Rudolf Kurtz (* 31. Dezember 1884 in Berlin, Deutsches Reich; † 26. Juli 1960 in West-Berlin) war ein deutscher Publizist, Dramaturg, Drehbuchautor und Zeitungsredakteur in Berlin.

## Leben

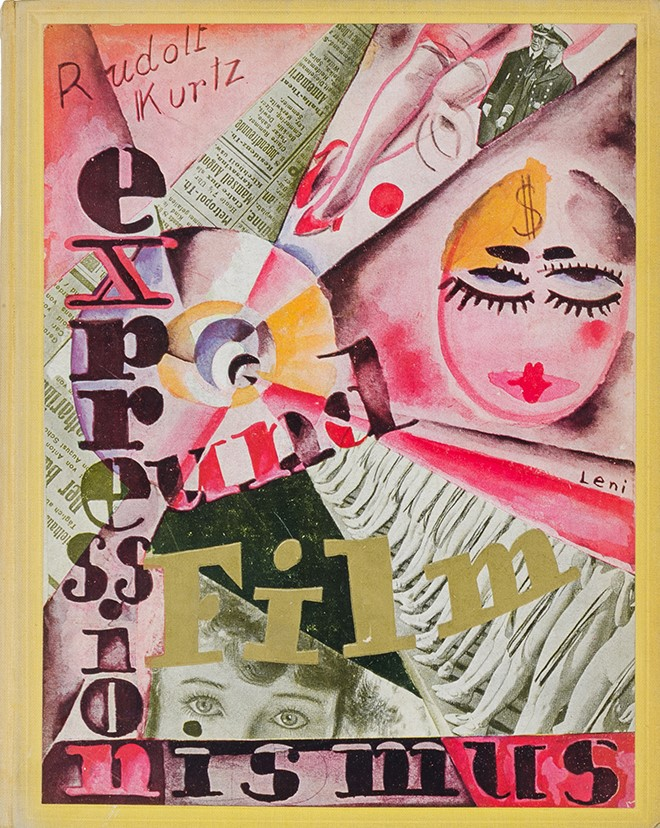
Buchdeckel zu Rudolf Kurtz: Expressionismus und Film, 1926. mit Illustration von Paul Leni

Rudolf Kurtz studierte Germanistik, Philosophie und Nationalökonomie, jeweils ohne Abschluss. Danach verfasste er Beiträge in expressionistischen Zeitschriften.
Ab 1913 war Kurtz als Dramaturg und Drehbuchautor bei der Universum Film AG (UFA) für die Regisseure Ernst Lubitsch, Max Mack und Paul Leni tätig.
Er war an den Filmen Katzensteg (1915, Dramaturg), Rätsel von Bangalor (1917/18, Drehbuch) und Der weiße Schrecken (1917, Drehbuch) beteiligt.
1919 wurde Rudolf Kurtz Direktor des Kabaretts Schall und Rauch von Max Reinhardt und schrieb auch Beiträge für die gleichnamige Zeitschrift. In den 1920er Jahren war er Chefredakteur der Filmzeitschrift Lichtbild-Bühne. In den späten 1930er und frühen 1940er Jahren zog er sich aus dem Kulturleben zurück und verfasste einige Bücher.
1945 wurde Kurtz durch den sowjetischen Kulturoffizier Joseph Feldmann zum Chefredakteur der Abendzeitung Nacht-Express und Anteilseigner des Expreß-Verlages gemacht. Zeitzeugen berichteten, dass sein tatsächlicher Beitrag zu der Zeitung in den ersten Jahren sehr gering war. Er blieb aber Chefredakteur bis zu deren Auflösung 1953.

## Werke (Auswahl)
Rudolf Kurtz verfasste zahlreiche Texte zu Themen des Films und expressionistischer Kunst. Sein wichtigstes Werk war Expressionismus und Film von 1926. Außerdem schrieb er einige heitere belletristische Werke.
Autor
- Der neue Weg der Genossenschaft deutscher Bühnenangehöriger. Ein Protest in Sachen Herwarth Walden. Druckerei für Bibliophilen, Berlin um 1909. 23 Seiten, mit Peter Baum, Rudolf Blümner, Salomon Friedländer, Paul Scheerbart, René Schickele
- Ballhaus. Ein lyrisches Flugblatt. Alfred Richard Meyer, Berlin um 1912, mit Max Brod, Else Lasker-Schüler, und anderen
- Kleist und die Literaturgeschichte Digitalisat
- Expressionismus und Film. Verlag der Lichtbühne, Berlin 1926.
  - Nachdruck Zürich 2007 (Chronos), Herausgegeben und mit einem Nachwort versehen von Christian Kiening und Ulrich Johannes Beil, ISBN 978-3-0340-0874-7
  - Rezensionen: filmhistoriker, Literaturkritik, Kinemathek
- Sonderlinge des Lebens. Entdeckungsfahrt in eine rätselvolle Wunderwelt. Berlin, Drei Masken Verlag, 1936, mit Curt Thesing
- Friedl hat’s geschafft – Ein heiterer Liebesroman von Film und Liebe. Berlin: Zeitschriftenverlag Aktiengesellschaft, 1937
- Emil Jannings. Das Filmbuch Nr. 1. Ufa-Buchverlag, Berlin 1942. 42 Seiten
- Max Mack. Showman im Glashaus. Das Arsenal, Berlin 1996. ISBN 3-927876-11-9, mit Michael Wedel

Herausgeber
- Karl Wilhelm Ferdinand Solger. Vier Gespräche über das Schöne und die Kunst. Verlag von Wiegandt & Grieben (G. K. Sarasin), Berlin 1907, 396 Seiten